# Ekonomska fakulteta v Zagrebu
Koordinati:   45°48′57″N, 16°00′40″E
Ekonomska fakulteta (izvirno hrvaško Ekonomski fakultet u Zagrebu), s sedežem v Zagrebu, je fakulteta, ki je članica Univerze v Zagrebu.

## Zgodovina
Septembra 2008 so pripadniki USKOKa prijeli več profesorjev in študentov v sklopu akcije Indeks.